# 아놀드파마
아놀드파마(영어: Arnold Palmer)는 미국의 패션 브랜드로, 미국에서의 론칭을 1961년에 해, 국내 수입을 1981년에 했다.

## 생산 제품
- 운동화
- 등산화
- 골프화
- 골프공
- 부츠
- 샌들
- 슬리퍼
- 양말
- 수건
- 우산[1]